# Mercedes Pereyra
Mercedes Pereyra (7 de maio de 1987) é uma futebolista argentina que atua como atacante.

## Carreira
Mercedes Pereyra integrou o elenco da Seleção Argentina de Futebol Feminino, nas Olimpíadas de 2008. 